# District d'Aimin
Le district d'Aimin (爱民区 ; pinyin : Àimín Qū) est une subdivision administrative de la province du Heilongjiang en Chine. Il est placé sous la juridiction de la ville-préfecture de Mudanjiang.